# アレンデール (ビクトリア州)
アレンデール (Allendale) は、別名をアランデール (Allandale) ともいう、オーストラリアのビクトリア州の町で、（郡に相当する）シャイア・オブ・ヘップバーンの領域内、クレズウィックの北東に位置している。2016年国勢調査の時点において、アレンデールと周辺地域の人口は、166人であった。
ベリー・リーズ (Berry Leads) 鉱業地域の近傍であるこの町は、鉱山集落として形成された。最盛期の人口は、1,500人ほどであった。一時期には、10軒のホテルがあり、鉄道駅や郵便局、パン工場、商店などがあったが、それらは全て既に閉鎖されている。レイシュマン通り (Leishman Street) に位置していた小さな寄宿学校は、2005年に売却された。
アレンデール郵便局 (Allendale Post Office) は、1881年5月6日に開設され、1885年から1893年にかけてはアランデール (Allandale) として知られていたが、1974年に廃止された。
アレンデール鉄道駅 (Allendale Railway Station) は、クレズウィックとデイルズフォードを結ぶ鉄道路線の途中駅であった。アレンデールからニューリンまでの区間は1976年12月1日に、ノース・クレズウィック (North Creswick) からアレンデールまでの区間は1986年12月8日に、それぞれ廃止された。

## スポーツ

### アレンデール・フットボール・クラブ
アレンデール・フットボール・クラブ (Allendale Football Club) は、1882年6月にアレンデールのディブディンズ・ホール (Dibdin's Hall) における集まりの席で結成された。このクラブは、創立当初に、相当の実績を残し、地元のプレミアシップでの優勝も1892年、1895年、1897年に果たし、1894年と1907年には準優勝となった。